# 埃尔马斯
埃尔马斯（義大利語：Elmas），是意大利撒丁大区卡利亞里廣域市的一个市镇。总面积13.7平方公里，人口8974人，人口密度655.0人/平方公里（2009年）。ISTAT代码为092108。